# Gabriel Curtis
Pour les articles homonymes, voir Curtis.

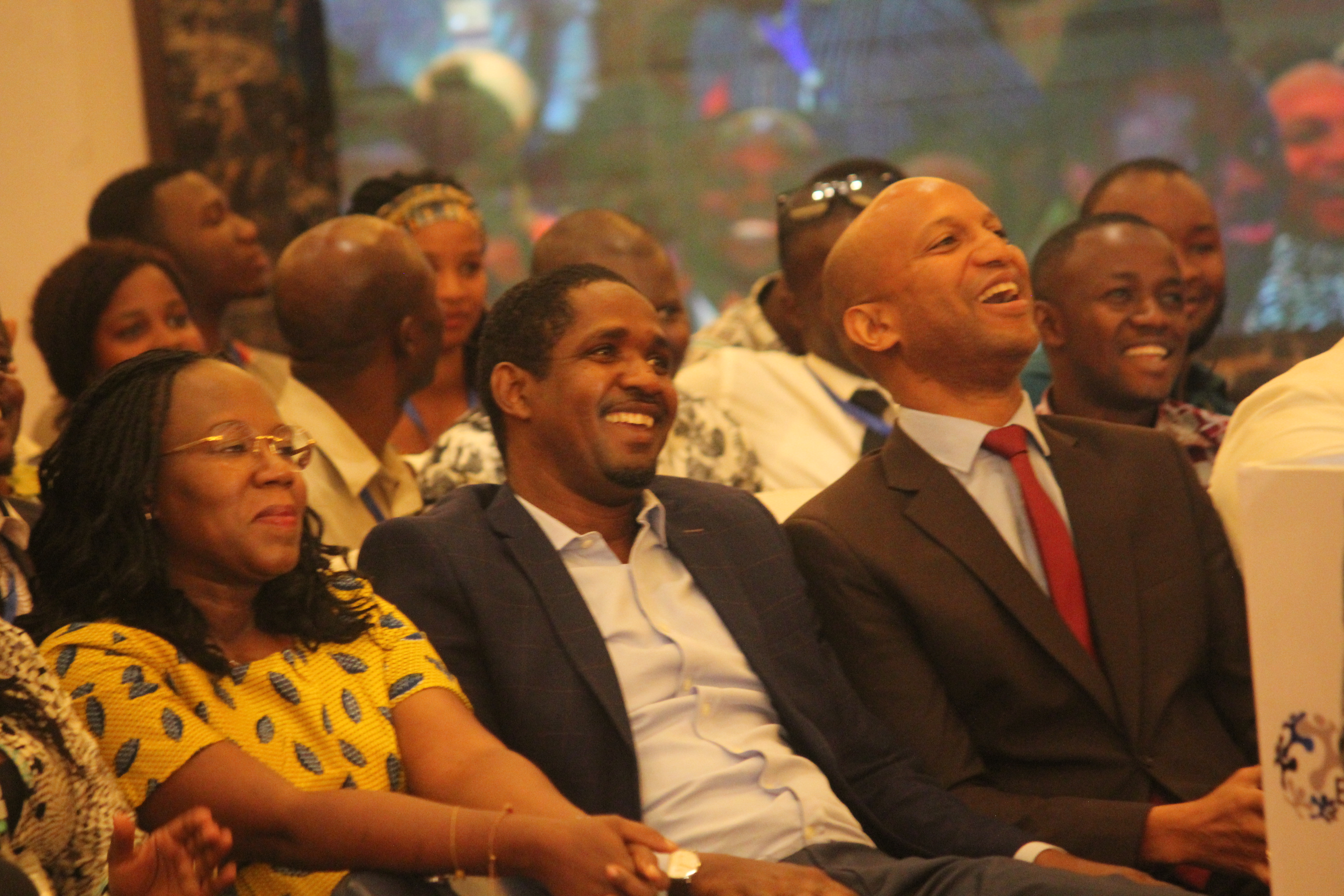
Mouctar Diallo et Gabriel Curtis

Gabriel Curtis est un homme politique guinéen.
Il était le ministre chargé des Investissements et du Partenariat public-privé, nommé par décret présidentiel le 26 mai 2018 jusqu'à la dissolution du gouvernement le 5 septembre 2021.

## Biographie et études
Il est diplômé de l'Université d'Oxford en Angleterre (Cours exécutif sur la gouvernance du pétrole, du gaz et des mines) en septembre 2014.
En 2011, il fait une formation professionnelle en techniques de présentation et en leadership, en 2007 une formation professionnelle en Gestion de Crédit bancaire (Stroble) (New York).
De 2005 à 2006, il fait des études pour un Master relations internationales Options Finance et relations internationales à Université Columbia (New York).
De 1995 à 1996, il suit des cours d’études supérieures en Finance et Marketing à l'Université McGill (Montréal, Québec).
De 1992 à 1995, il est diplômé de l'école de commerce. Faculté d’administration. Spécialisation en Politique de Management et en Gestion internationale à l'Université McGill (Montréal, Québec).
De 1988 à 1992, il décroche son baccalauréat Série B (Économie) (avec Mention), lycée Paul-Claudel (Ottawa, Ontario).
De 1984 à 1988, il fréquente le lycée français Albert-Camus (Conakry, Guinée), puis, entre 1979 et 1984, le Cours Sainte-Marie de Hann (Dakar, Sénégal).

## Parcours professionnel
Gabriel Curtis a été Manager Senior responsable de la gestion de risques, du capital et des rapports pour l’auto-évaluation et la surveillance prudentielle (ICAAP) dans la région d'Europe, Moyen Orient et Afrique de la Bank of New York Mellon à Londres. Avant son transfert à Londres, il occupait le poste de Vice-Président au département de gestion du portefeuille au siège de la même de la Banque à New York où il a élaboré le document de stratégie de mise en application de la réglementation Bale II. 
Gabriel Curtis a également été Vice-Président et Fondé de Pouvoir de Sterling Merchant Finance Limited basée à Washington, DC. 
De février 2014 à mai 2018, il est directeur général de l’Agence de Promotion des Investissements Privés de la République de Guinée (APIP-Guinée) et secrétaire permanent du conseil présidentiel des investissements privés et des partenariats public privé (CPI-PPP).
Il est Commissaire général de la Guinée pour l’Exposition universelle de 2020 qui a lieu à Dubaï et coordinateur de la conception et la mise en œuvre du plan directeur de Kaloum et des Iles de Loos réalisé par le Cabinet singapourien SurbanaJurong dans le cadre du Grand Conakry Vision 2040. 
Il est actif entre 2014 et 2015 dans la lutte contre l’épidémie à virus Ebola en tant que personne-ressource et volontaire représentant la Présidence de la République de Guinée au Comité National de Lutte contre Ebola.

## Ministre
Il était le ministre chargé des Investissements et du Partenariat public-privé, nommé par décret présidentiel le 26 mai 2018 jusqu'à la dissolution du gouvernement le 5 septembre 2021.

## Prix et reconnaissances
- Casablanca 2017 : Le Prix Africain de Développement du Meilleur Artisan de l’Amélioration du Climat des Affaires du
- Parrain de la Promotion 2016 de l'Université Mercure International
- 2014[3]-2015[4] : Lauréat des Les Leaders Economiques de demain de l'Institut Choiseul 100 Africa
- 30 décembre 2015 : Témoignage de Satisfaction de la Coordination Nationale de la Riposte Contre la Maladie à Virus Ebola en Guinée
- 2012 : Récipiendaire du prix International du Département du Risque et de la Conformité BNY Mellon
- 2011 : Récipiendaire du prix de Cercle de l’Excellence pour avoir surpassé les objectifs fixés BNY Mellon.